# 台湾眼树莲
（學名：Dischidia formosana），为夹竹桃科眼树莲属的植物，分布于台灣、琉球群岛。